# Parque nacional del Pendjari
El parque nacional de Pendjari (en francés: Parc national de la Pendjari) se encuentra en el noroeste del país africano de Benín, junto al parque nacional de Arli de Burkina Faso. 
Llamado así por el río Pendjari, el parque nacional es conocido por su vida silvestre y por ser el hogar de algunas de las últimas poblaciones de elefantes, leones, hipopótamos de África Occidental, además de búfalos y varios antílopes. El parque es también famoso por su riqueza en aves.
El parque nacional Pendjari tiene un área de 2755 km² del extremo noroeste de Benín.

## Imágenes

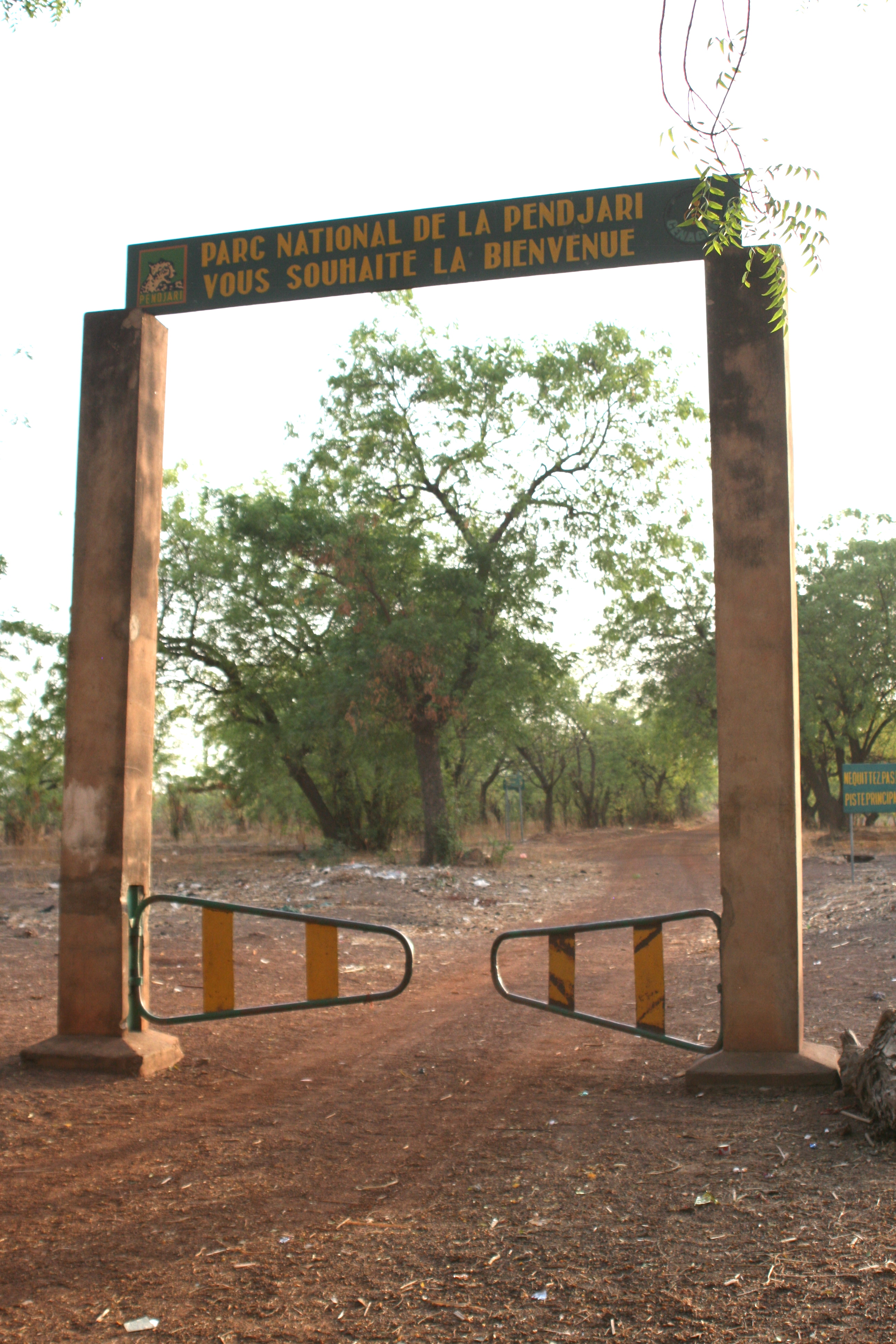
Entrada al parque.
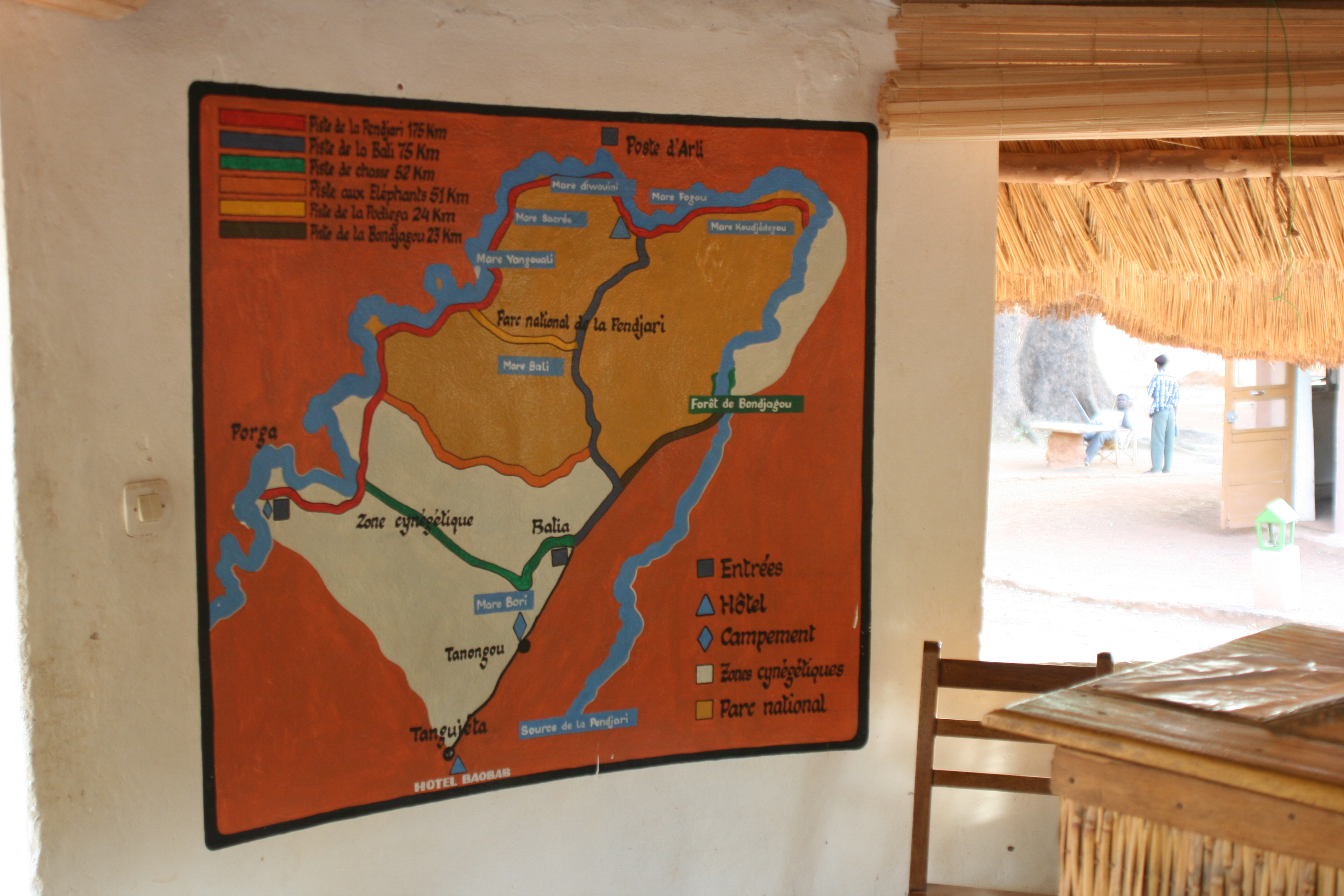
Mapa.
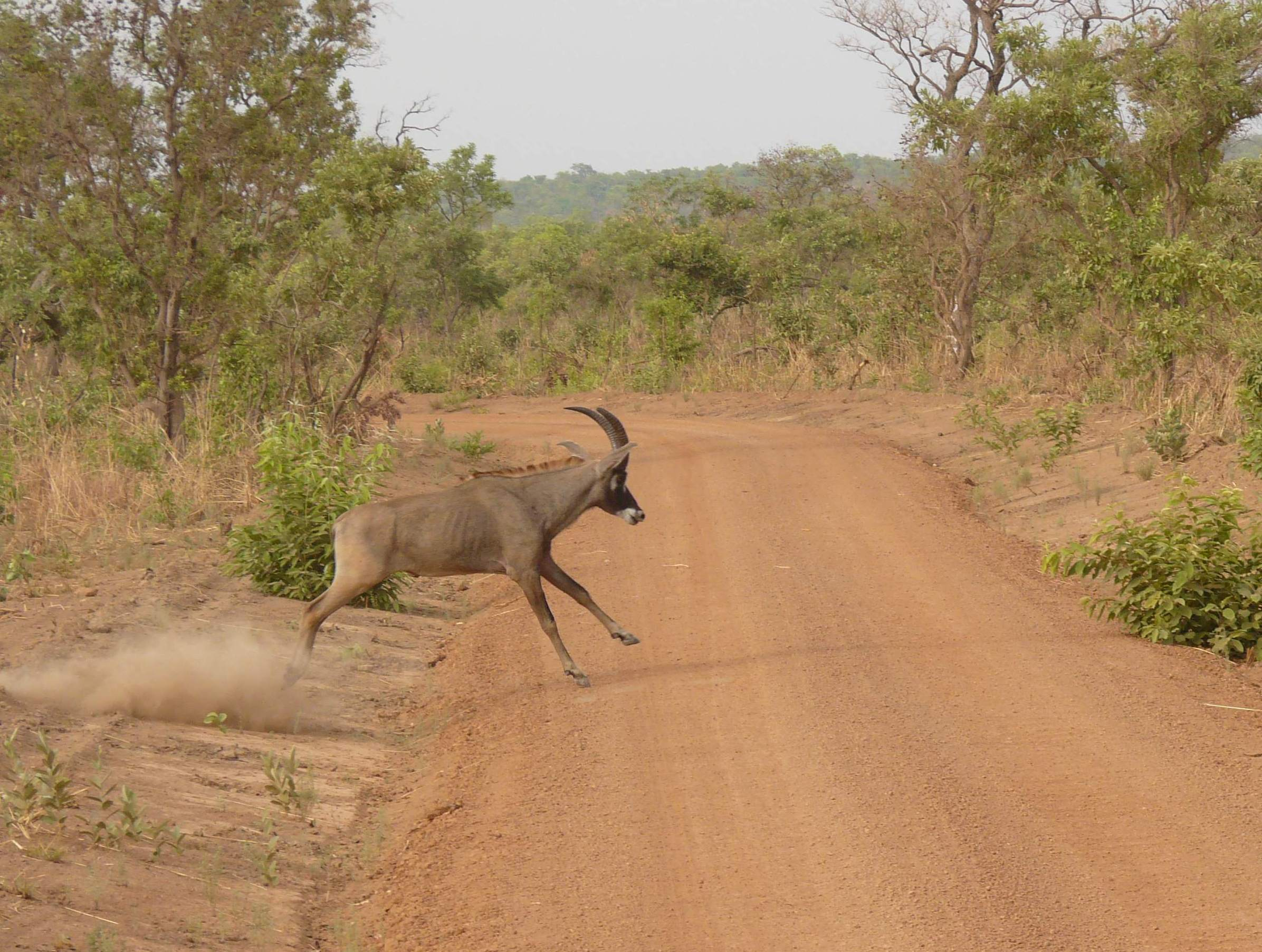
Hippotragus equinus.
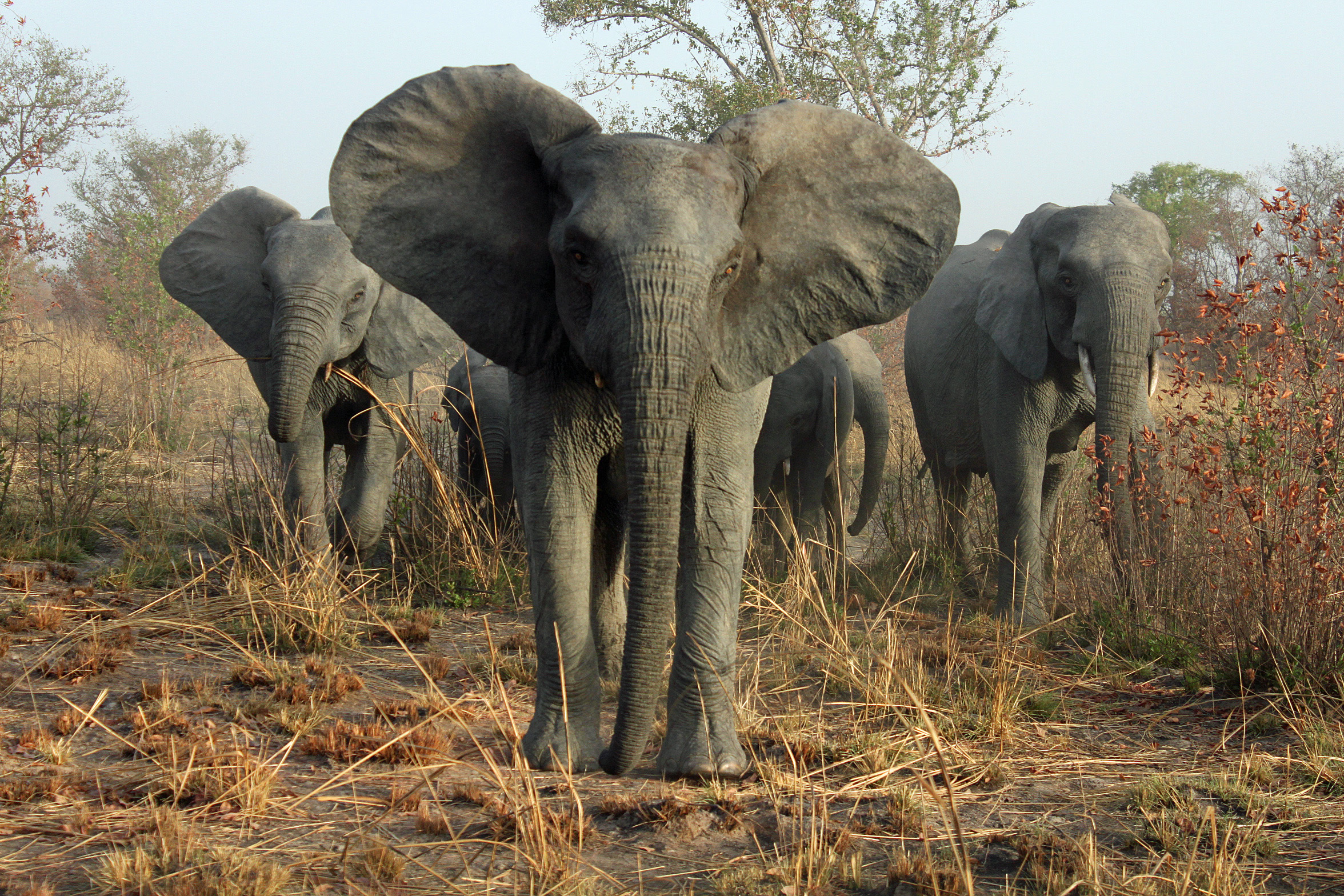
Elefantes.
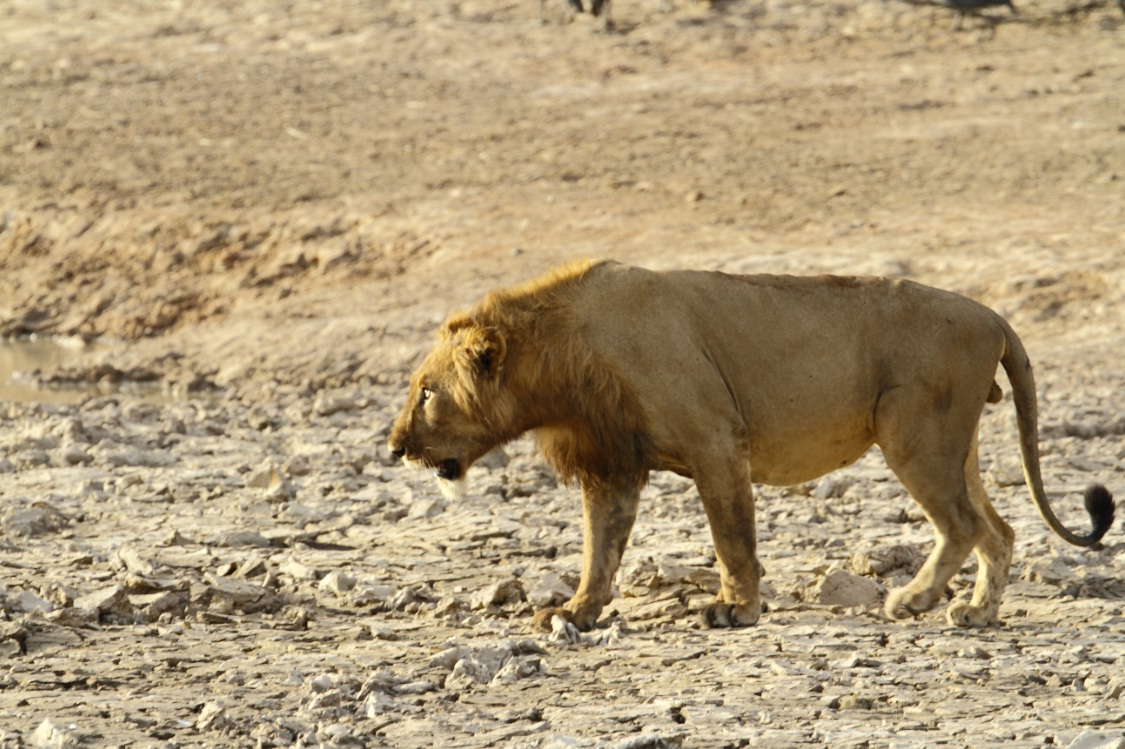